# Марш! Марш! Тра-та-та!
«Марш! Марш! Тра-та-та!» («Marš! Marš! Tra-ta-ta!») — радянський кольоровий комедійний фільм 1964 року, знятий режисером Раймондасом Вабаласом на Литовській кіностудії.

## Сюжет
Конфлікт між двома сусідніми країнами Грошиєю та Центією переростає у затяжну війну через піски. Народ не розуміє, через що йде війна й кому потрібні піски. Зігмас Репа любить свою наречену Ядзю, але Ядзя живе у Грошії, а Зігмас — у Центії. Щоб побачити її, Зігмас змушений щоночі пробиратися через кордон. Що і стає приводом для війни. Зігмасу і Ядзі не потрібна війна, але вона потрібна правителям цих країн Чортополоху і Лопуху і крикунам і демагогам, що оточують їх, які, прикриваючись пишними фразами про патріотизм, наживаються на нещасті власних народів. Грошійсько-центійський конфлікт передається на розгляд до Підкомітету рішучих дій, де від засідання до засідання звучать пишні промови, але жодних заходів не вживається. І поки вимовляються промови, наживається на війні фірма «Джекобс», що постачає зброю обом сторонам, що воюють.

## У ролях
- Леон Станявічюс — кум Лен / кум Конопля (офіцер армії Центії / офіцер армії Грошії)
- Валдас Ятаутіс — Зігмас Репа
- Біруте Жибайте — Ядзя Ягодка
- Донатас Баніоніс — майор Чертополох (Варналеша), правитель Центії
- Хенріка Хокушайте — дружина полковника Лопуха
- Гедимінас Карка — полковник Лопух, правитель Грошії
- Пятрас Жиндуліс — лікар призивної комісії у Грошії
- Гіршас Шарфштейнас — Апельбаум, міністр уряду Грошії
- Рімантас Сипаріс — голова Марінії на Підкомітеті рішучих дій
- Стасіс Паска — голова Крупленда на Підкомітеті рішучих дій
- Баліс Юшкявічюс — прем'єр-міністр Центії на Підкомітеті рішучих дій
- Володимир Глухов — прем'єр-міністр Грошії на Підкомітеті рішучих дій
- Стасіс Чайкаускас — епізод
- Йонас Чепайтіс — Фальц, офіцер армії Грошії
- Вікторас Дінейка — голова на Підкомітеті рішучих дій
- Вітаутас Ейдукайтіс — міністр уряду Грошії
- Б. Гедгаудас — епізод
- В. Германавічюс — епізод
- Едвардас Канява — правитель військової держави
- Юозас Канопка — капелан армії Грошії
- Рімгаудас Карвяліс — ад'ютант правителя Грошії
- Стяпонас Космаускас — Цибуліс
- Альгірдас Лапенас — епізод
- К. Мачюліс — епізод
- А. Місявічюс — епізод
- Л. Навіцкіс — епізод
- С. Станчікас — епізод
- Даумантас Тодесас — епізод
- Нійоле–Тересе Урлакіте — модель-стриптизерка
- Антаніна Вайнюнайте — епізод
- Альгірдас Венскунас — офіцер армії Грошії
- Ляонас Змірскас — міністр уряду Грошії
- Роберт Лігерс — епізод
- Раймондас Вабалас — режисер
- Фелікс Ейнас — солдат армії Грошії
- Отонас Ланяускас — епізод
- Еугеніюс Ольбікас — новобранець армії Грошії
- Нійоле Вікірайте — епізод
- Гедимінас Паулюкайтіс — епізод

## Знімальна група
- Режисер — Раймондас Вабалас
- Сценаристи — Раймондас Вабалас, Григорій Канович, Ілля Рудас
- Оператор — Донатас Печюра
- Композитор — Беньямінас Горбульскіс
- Художники — Валерій Доррер, Йєронімас Чюпліс